# John Collier (athlétisme)
John Sheldon Collier (né le 26 septembre 1907 à Buffalo et mort le 31 octobre 1974 à Coronado) est un athlète américain spécialiste du 110 mètres haies. Affilié aux Brown Bears de Providence, il mesurait 1,85 m pour 75 kg.

## Biographie

### Palmarès
| Date | Compétition           | Lieu      | Résultat | Performance |
| ---- | --------------------- | --------- | -------- | ----------- |
| 1928 | Jeux olympiques d'été | Amsterdam | 3e       | 14 s 9      |

### Records
| Épreuve          | Performance | Lieu | Date |
| ---------------- | ----------- | ---- | ---- |
| 110 mètres haies | 14 s 5      |      | 1935 |